# Мохрівська сільська рада
Мохрівська сільська́ ра́да (біл. Махроўскі сельсавет) — адміністративно-територіальна одиниця у складі Іванівського району Берестейської області Білорусі. Адміністративний центр — село Мохре.

## Склад
Населені пункти, що підпорядковувалися сільській раді станом на 2009 рік:
| Населений пункт | Тип  | Населення, осіб (2009) |
| --------------- | ---- | ---------------------- |
| Вулька          | село | 101                    |
| Коліно          | село | 11                     |
| Красне          | село | 30                     |
| Мохре           | село | 1095                   |
| Хомичево        | село | 257                    |

## Населення
За переписом населення Білорусі 2009 року чисельність населення сільської ради становила 1494 особи.

### Національність
Розподіл населення за рідною національністю за даними перепису 2009 року:
| Національність | Осіб | Відсоток |
| -------------- | ---- | -------- |
| білоруси       | 1459 | 97,66 %  |
| українці       | 20   | 1,34 %   |
| росіяни        | 10   | 0,67 %   |
| поляки         | 3    | 0,20 %   |
| молдовани      | 2    | 0,13 %   |
| Разом          | 1494 | 100 %    |